# Nipponolejeunea pilifera
Nipponolejeunea pilifera là một loài Rêu trong họ Lejeuneaceae. Loài này được (Stephani) S. Hatt. mô tả khoa học đầu tiên năm 1944.